# Karangsari (Pagelaran)
Karangsari is een bestuurslaag in het regentschap Pringsewu van de provincie Lampung, Indonesië. Karangsari telt 2907 inwoners (volkstelling 2010).